# Chiesa di San Remigio (Fara San Martino)
La chiesa di San Remigio è la parrocchiale di Fara San Martino, in provincia di Chieti e arcidiocesi di Chieti-Vasto.

## Storia
Le origini risalirebbero al XIII secolo, costruita fuori le mura del borgo Terravecchia. Divenne parrocchia nel 1592 in sostituzione della piccola chiesa dell'Annunziata presso il borgo medievale. Nel 1706 subì i danni di un terremoto della Majella e venne in gran parte ricostruita, divenendo chiesa ricettizia nel 1719 con la presenza dell'arciprete e di otto canonici. Nel 1933 un nuovo terremoto della Majella provò danni agli interni, specialmente all'abside, e l'abbassamento della cupola con eliminazione della lanterna. Il pulpito ligneo fi traslato nella cappella di Sant'Antonio. Fino alla seconda guerra mondiale la chiesa presentava una tipica facciata in pietra, in stile molto semplice, con portale cinquecentesco in stile tardo romanico. Successivamente al terremoto del 1933 la facciata fu sistemata in stile "pseudo-neoclassico", a salienti, con l'aggiunta di due ingressi laterali e quello centrato monumentale.
Fu ristrutturata dopo i danni della seconda guerra mondiale, e nel 2018-2020 è stata ritinteggiata la facciata.

## Architettura
La chiesa ha pianta rettangolare a basilica, con una porzione del transetto sporgente sulla sinistra, e finta cupola presso il presbiterio. La facciata, fino al 1933 bassa, ad andamento orizzontale, con un oculo e un semplice portale lunettato, è stata ricostruita seguendo un modello pseudo neoclassico, a salienti, con finestrone centrale e tre portali di accesso. Il campanile si trova lateralmente, ha una robusta base a torre in pietra della Majella, che termina a vela, ospitando quattro campane. La maggiore è stata studiata da Francesco Verlengia, e definita una delle più antiche della provincia.
L'interno si presenta in stile tardo barocco, a tre navate e altari nelle cappelle laterali. L'ingresso ha la cantoria con un organo moderno, in sostituzione dell'antico. Presso la navata di destra si trovano le seguenti opere:
- Quadro della Pietà, con la Madonna addolorata, Cristo deposto, San Pietro che regge le chiavi del Paradiso, e San Martino in veste di vescovo. Alla base del sedile dove si trova la Madonna, figura lo stemma civico di Fara;
- Quadro Circoncisione con i santi Carlo Borromeo e Francesco D'Assisi del pittore nordico Tanzio da Varallo, attivo nell'Abruzzo chietino e peligno;
- Quadro di San Giuseppe col Bambino, non firmato, ma di Nicola Ranieri di Guardiagrele, fine del XVIII secolo;
- Altare a tabernacolo con il gruppo scultore di Sant'Antonio di Padova, San Rocco e Sant'Emidio vescovo. Quest'ultima statua, realizzata dopo il terremoto del 1881, mostra il vescovo con ai piedi il modello del paese di Fara;

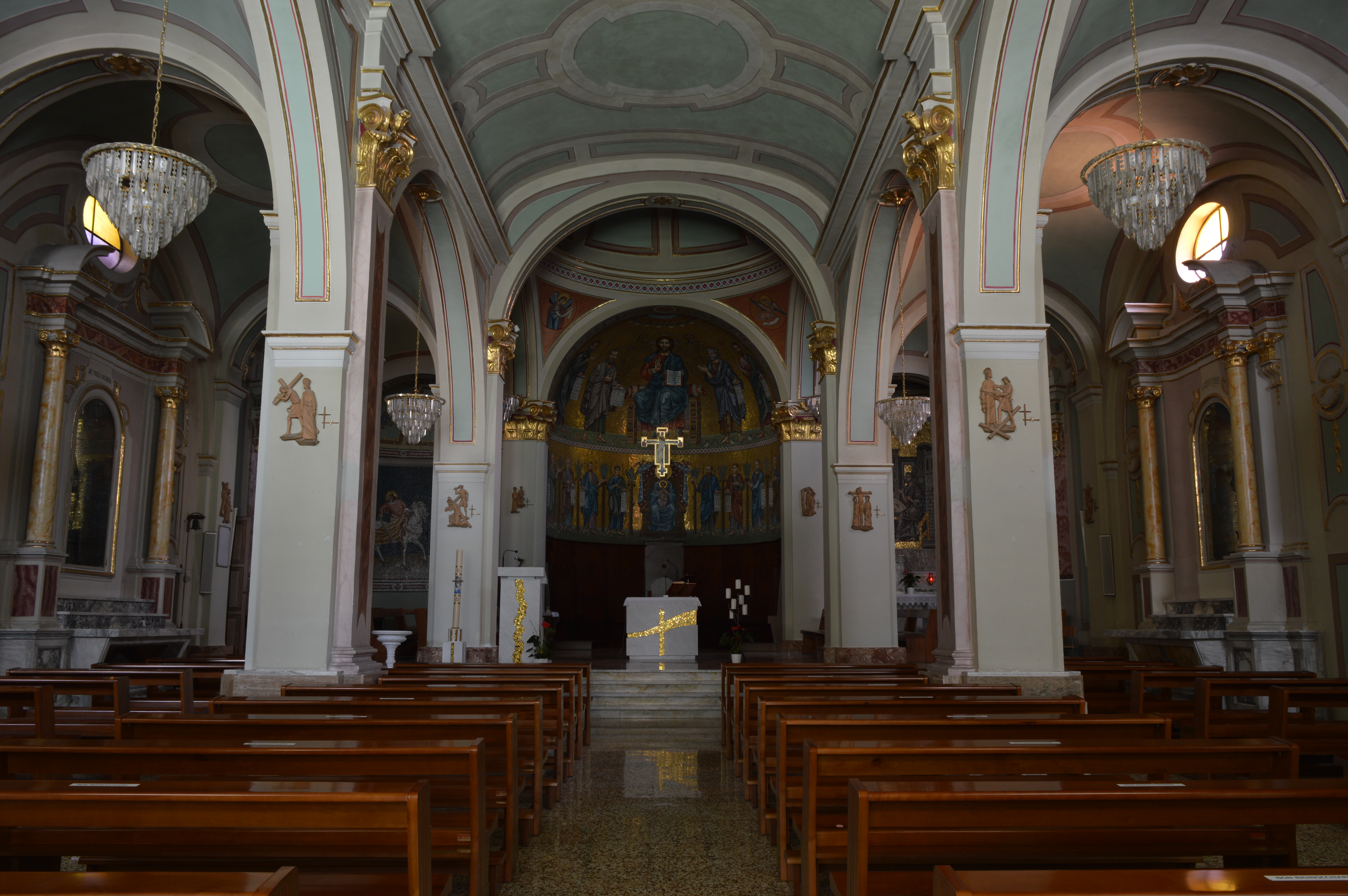
Panoramica dell'interno

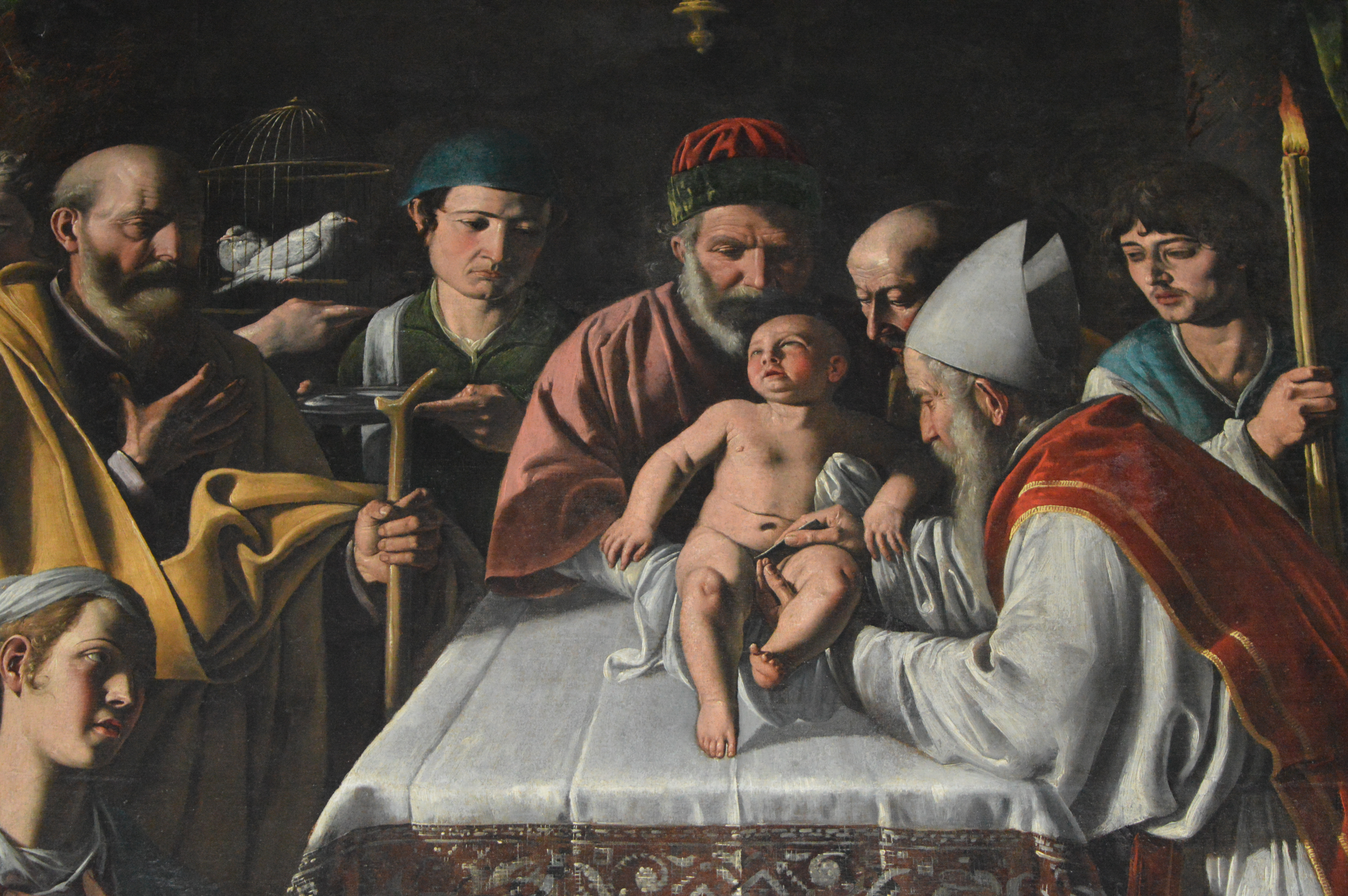
Un dettaglio della "Circoncisione" di Tanzio da Varallo

Le tre absidi sono state decorate in stile pseudo paleocristiano, a sfondo dorato; nel catino absidale della navata centrale, vi sono il Cristo in maestà, con accanto i Quattro Evangelisti, nella fascia sottostante vi è la Madonna col Bambino in veste di "Theotokòs", con accanto i Dodici Apostoli distribuiti a schiera, con le palme del martirio e i Vangeli. Nell'abside della navata destra vi è la scena della Cena in Emmaus, ai lati del catino absidale le figure degli Arcangeli Michele e Gabriele. L'altare è dedicato al Santissimo Sacramento, di patronato dell'Omonima storica Confraternita che organizza i Riti della Settimana Santa; il paliotto in marmo è del 1950, in pietra della Majella, scolpita d Pasquale Di Renzo di Chieti, illustra la centro la Madonna col Bambino, San Remigio, Sant'Antonio e San Francesco. L'abside della navata sinistra mostra due scene, quella di San Martino a cavallio che taglia il mantello per donarlo al povero, nell'altra San Martino in veste di vescovo che celebra messa.; in alto dei simboli e stemmi, tra cui al centro quello civico di Fara.
La navata laterale sinistra conserva le opere d'arte:
- Statua di San Martino in veste di vescovo col pastorale, XVIII secolo;
- Cappella monumentale di Sant'Antonio di Padova: ha aspetto a nartece, con piccola cupola a calotta, in una nicchia una statua moderna di Sant'Antonio, a sinistra un pulpito ligneo della bottega di Bencivenga da Raiano
- Quadro di Sant'Antonio di Padova, con attorno i riquadri degli episodi della vita del Santo (1607), in basso lo stemma civico di Fara, inizialmente attribuito a Ortensio De Iulo, in merito alla iscrizione dedicatoria successivamente al pittore Sebastiano Ventura di Chieti, vissuto nel XVI-XVII secolo.
- L'antico tabernacolo nella cappella antoniana, del XVIII secolo si presenta simile a un tempio pagano, con eleganti colonne e pregevoli intarsi di marmo.
- Nicchia con la statua del Cristo risorto, ambito popolare, XIX secolo;
- Statua di San Martino in atto di proteggere Fara, XVIII secolo;
- Gruppo scultoreo della Santissima Trinità, del XX secolo.

Presso il vestibolo accanto la cappella di Sant'Antonio, che introduce alla sagrestia, vi sono sculture antiche del XIV secolo, provenienti dalla chiesa abbaziale di San Martino in Valle di Fara, uno è un piccolo bassorilievo con nicchia e cornice modanata, l'altra è una statua di Santo sopra una base semi-ottagonale;

## Chiesa del Suffragio
Si trova attaccata alla parrocchiale, in Largo dei Santi. La chiesa risale al 1750, quando fu fondata una piccola cappella, successivamente ampliata, della Confraternita del Suffragio, per i Riti della Settimana Santa. Sporge a un piano più ribassato rispetto alla piazza, la facciata volge obliquamente all'ingresso: ha una pianta a navata unica rettangolare, la cui facciata è ornata da una finestra centrale e da portale in pietra cinquecentesco. Il campanile è una robusta torre in pietra a pianta quadrangolare, che torreggia sul paese medievale. L'interno è assai semplice, il tabernacolo d'altare maggiore in stucchi, è riccamente decorato, in medaglioni sono raffigurate scene simboliche, come San Michele che sconfigge il Demonio, e il Transito della Madonna. Al centro vi è la statua della Madonna col Bambino in una nicchia apposita, con in basso le Anime del Purgatorio; vi sono lateralmente le statue di S. Michele (quest'ultima attribuita a Gioacchino Pellicciotti di Perano), S. Vito e S. Luigi. Nella cappella laterale l'altare è di grande valore il coro dei Confratelli, in legno scolpito e lavorato della bottega di Bencivenga da Raiano.